# Basilica of St. Martin of Tours

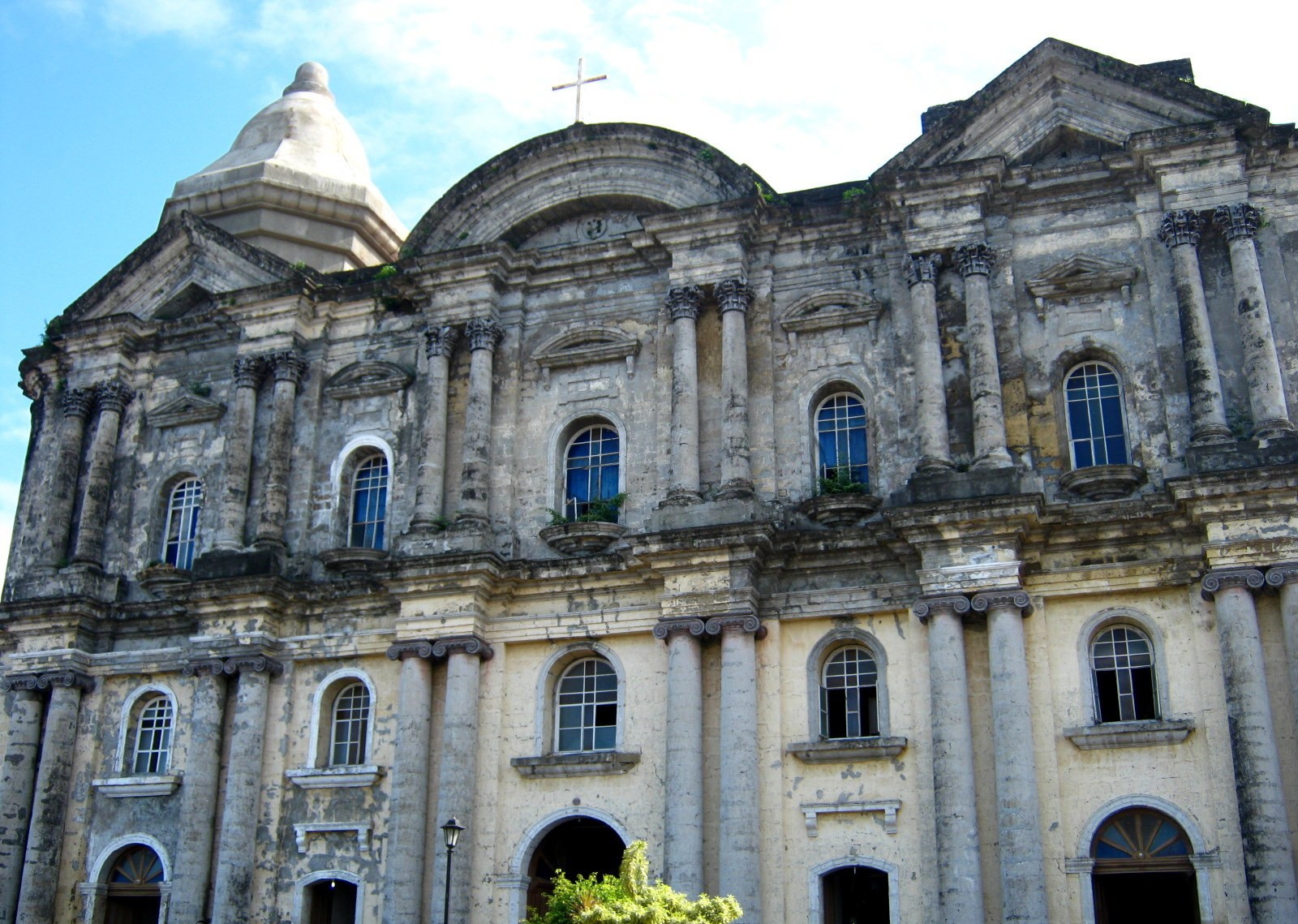
Die Basilica of St. Martin of Tours

Die Basilica of St. Martin of Tours (tagalog: Basilika ni San Martin ng Tours) ist eine Basilica minor der römisch-katholischen Kirche im Erzbistum Lipa auf den Philippinen. Sie steht an der Straße Calle Saint Martin in der Gemeinde Taal.
Das dem heiligen Martin von Tours gewidmete Gotteshaus gilt als die größte Kirche Südost- und Ostasiens.

## Geschichte
Der erste Kirchenbau aus Holz mit einer Dachkonstruktion aus Nipapalmblättern – entstanden 1575 auf dem heutigen Platz der Kirche unter Leitung des Priesters Diego Espinar und dem Martin von Tours geweiht – wurde 1642 beim Ausbruch des Taal zerstört.
Vom Beschluss eines Kirchenneubaus aus Stein berichtet der Reisende San Augustin. Diese wurde 1754 bei der bisher größten dokumentierten Eruption des Vulkans Taal zerstört.
Ab 1756 entstand der nächste Kirchenbau aus Korallenstein, dessen erste Bauphase bis 1781 dauerte. Der Priester Jose Vitoria forderte im Jahr 1782 Silberwaren an, um den Innenausbau beginnen zu können, dessen Vollendungstermin ist nicht überliefert. Im Jahr 1831 zeigte sich Bischof José Seguf von der komplett ausgestatteten Kirche aufgrund ihrer Größe und ihrer Kunstschätze beeindruckt.
Beim Ausbruch des Taal 1852 wurde die Kirche abermals schwer beschädigt, so dass man die Errichtung des heute noch bestehenden Kirchenbaus unter Leitung des Architekten Don Luciano Oliver beschloss. Dieser Neubau wurde 1854 von Priester Marcos Antón unter der Vorgabe angestoßen, den größten Sakralbau in Asien zu errichten. Er wurde 1858 begonnen und 1865, noch unvollendet, geweiht. Die Fertigstellung der Kirche dauerte bis 1878, die Ausstattung erfolgte unter Leitung des Priesters Agapito Aparicio.
1942 während der Invasion der Philippinen durch das japanische Kaiserreich wurde der kleine Glockenturm zerstört. 1948 erhob Papst Pius XII. die Kirche zur Basilica minor.
1970 wurde die Kirche durch einen Taifun beschädigt und anschließend wieder renoviert.
Am 16. Januar 1974 erklärte Präsident Ferdinand Marcos die Kirche zum Nationalen Kulturdenkmal der Philippinen.

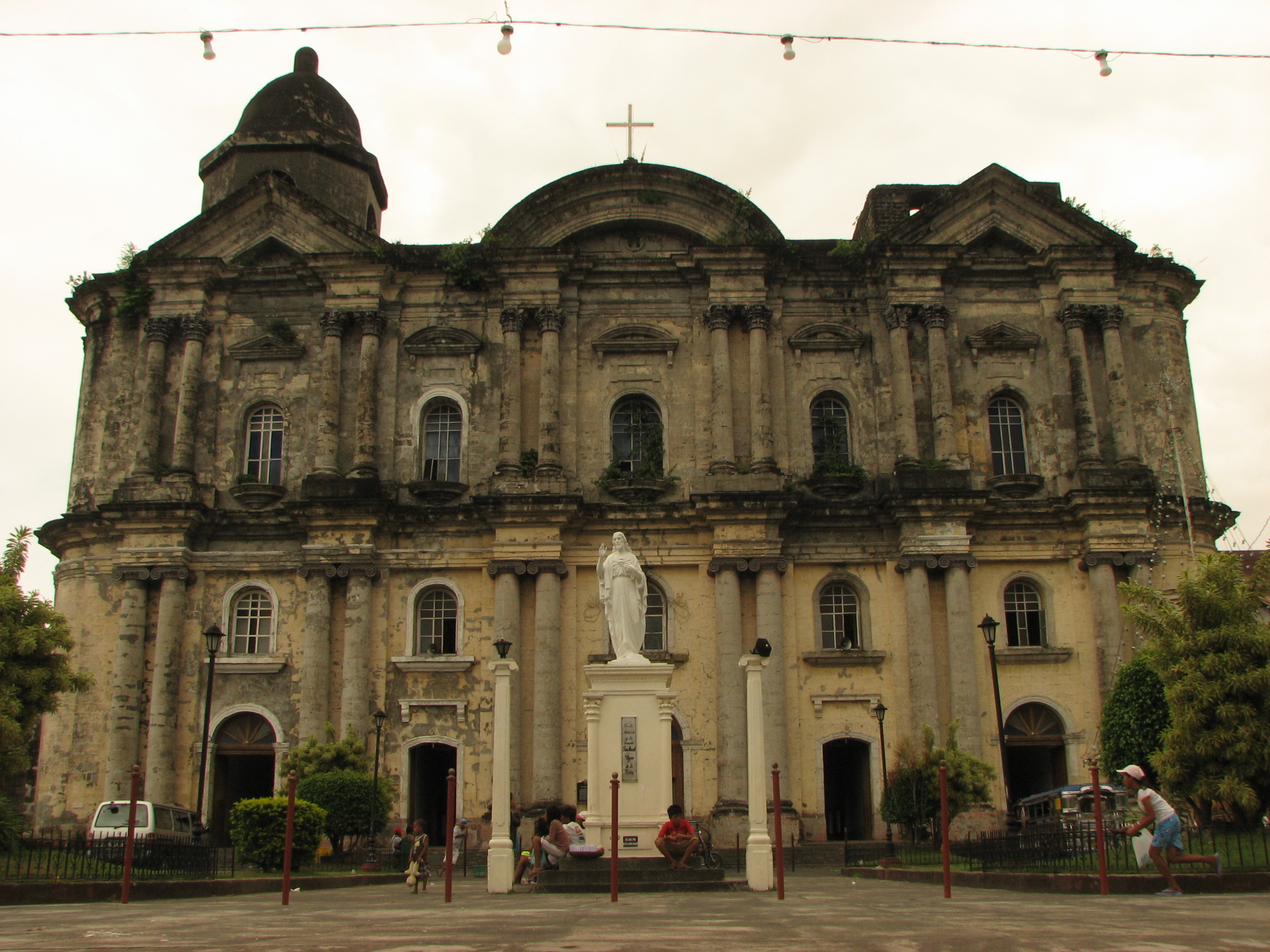
Die Fassade der Kirche
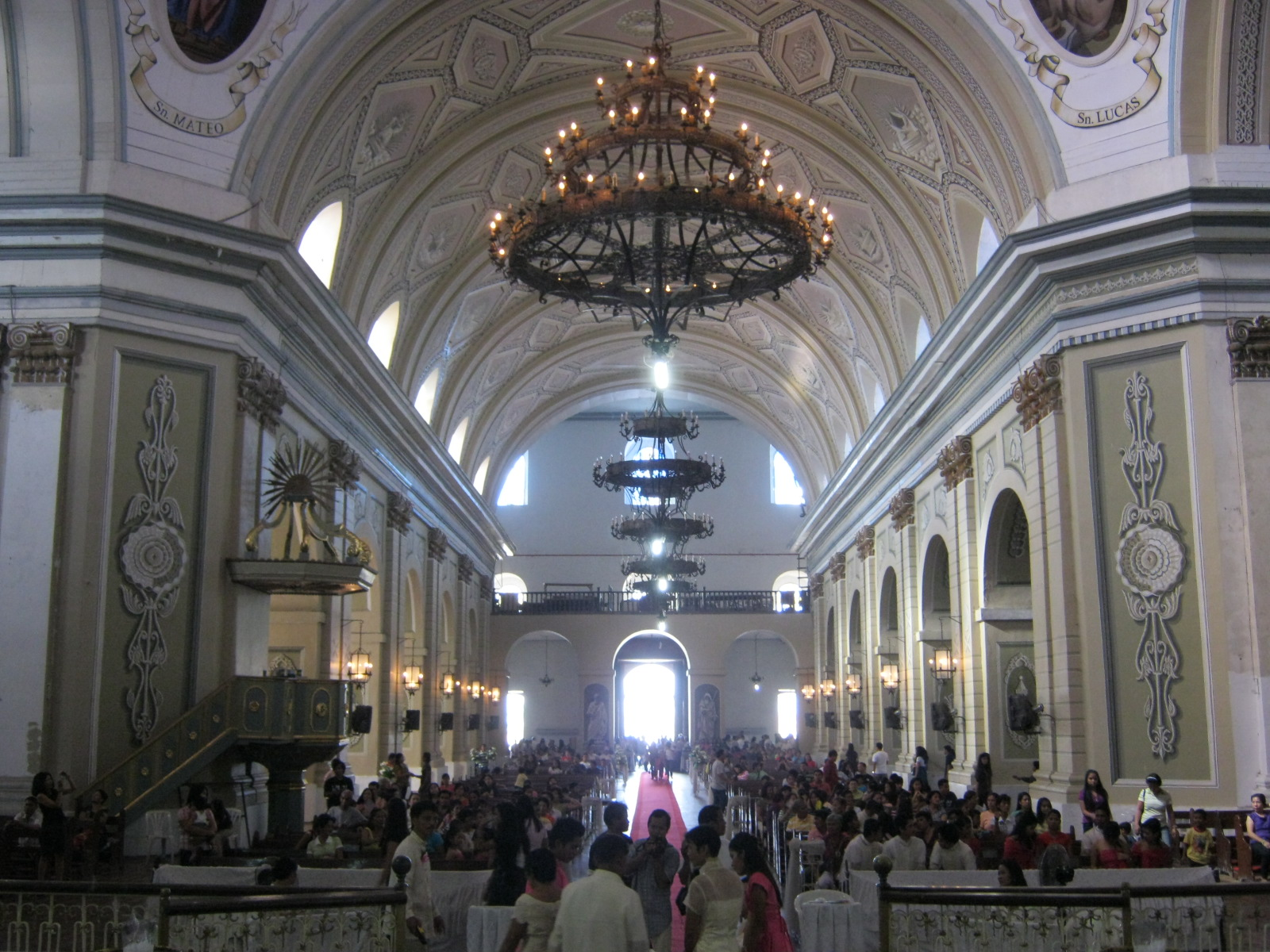
Interieur der Kirche gesehen vom Altar
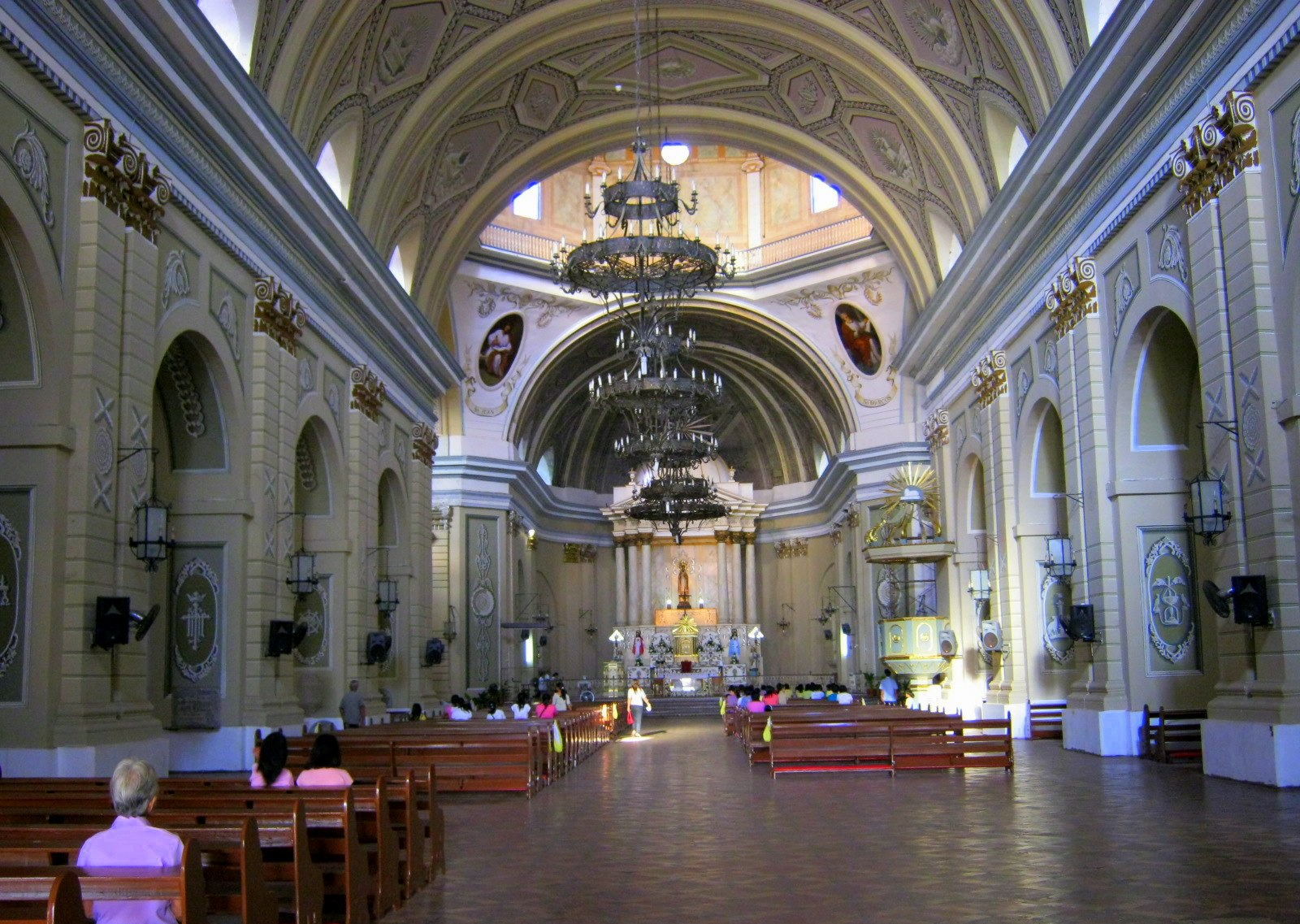
Der Chorraum der Basilika